# Atletica leggera ai Giochi della XXIX Olimpiade - 10000 metri piani maschili

Video della Finale

Ai Giochi della XXIX Olimpiade, tenutisi a Pechino nel 2008, la competizione dei 10000 metri piani maschili si è svolta il 17 agosto presso lo Stadio nazionale di Pechino.

## Presenze ed assenze dei campioni in carica
| Competizione         | Atleta                | Prestazione | Pechino 2008 |
| -------------------- | --------------------- | ----------- | ------------ |
| Olimpiadi 2004       | Kenenisa Bekele       | 27'05"10    | Presente     |
| Commonwealth 2006    | Boniface K. Toroitich | 27'50"99    | Presente     |
| Europei 2006         | Jan Fitschen          | 28'10”94    | Assente      |
| Asiatici 2006        | Hasan Mahboob         | 27'58”88    | Presente     |
| Panamericani 2007    | José David Galván     | 28'08"74    | Presente     |
| Africani 2007        | Zersenay Tadese       | 27'00”30    | Presente     |
| Mondiali 2007        | Kenenisa Bekele       | 27'05"90    | Presente     |
|                      |                       |             |              |
| Mondiali junior 2004 | Boniface K. Toroitich | 28'03”77    | Presente     |

## Finale
Sabato 17 agosto. Stadio nazionale di Pechino.
| Primatista mondiale   | 26'17"53 | Kenenisa Bekele |
| Primatista stagionale | 26'25"97 | Kenenisa Bekele |

1. ↑  Record stabilito nel 2005.
2. ↑  Alla data del 1º agosto 2008.

La gara inizia a passo lento: il primo chilometro è percorso in soli 2'50"15. Il secondo ed il terzo sono condotti ad un passo più svelto, per poi rallentare di nuovo al quarto e quinto. Fanno tutto gli etiopi. A metà della corsa sono passati 13 minuti e 48 secondi netti.
La seconda metà, invece, viene corsa in 13'13"17. Haile Gebrselassie è in testa durante il sesto km, poi la testa della corsa è presa dall'eritreo Tadesse. I keniani Kogo e Masai sentono che la gara può sfuggire loro di mano e balzano in testa. A mille metri dalla fine c'è un gruppo ancora nutrito di sette atleti davanti a tutti.
Alla campanella dell'ultimo giro scatta veloce Bekele, seguito dai connazionali Sihine e Gebrselassie. Kogo, Masai e Tadesse si mettono all'inseguimento. Nessuno riesce a prendere i primi due, che sprintano per la vittoria. Sorride Bekele, che copre gli ultimi 400 metri in un inavvicinabile 53"42. Dietro di lui, Sihine conclude in 54"8. Kogo e Masai superano Gebrselassie e disputano la volata per il terzo posto. Arrivano appaiati, con lo stesso tempo. Solo grazie agli strumenti elettronici viene rilevato un millesimo di differenza a favore di Kogo (27'04"104 a 27'04"105). Dietro di loro, tutti atleti nati in Africa, a conferma del dominio del continente sulla specialità (anche i rappresentanti di Qatar e Turchia sono nati in Africa).
Per trovare il primo atleta nato fuori dall'Africa bisogna scendere alla 13ª posizione (Galen Rupp, USA).

### Ordine d'arrivo
| Pos | Atleta                    | Paese       | Tempo    | Note                                     |
| --- | ------------------------- | ----------- | -------- | ---------------------------------------- |
|     | Kenenisa Bekele           | Etiopia     | 27'01"17 | Record olimpico                          |
|     | Sileshi Sihine            | Etiopia     | 27'02"77 |                                          |
|     | Micah Kogo                | Kenya       | 27'04"11 | Miglior prestazione personale stagionale |
| 4   | Moses Ndiema Masai        | Kenya       | 27'04"11 | Miglior prestazione personale stagionale |
| 5   | Zersenay Tadese           | Eritrea     | 27'05"11 |                                          |
| 6   | Haile Gebrselassie        | Etiopia     | 27'06"68 |                                          |
| 7   | Martin Irungu Mathathi    | Kenya       | 27'08"25 | Miglior prestazione personale            |
| 8   | Ahmad Hassan Abdullah     | Qatar       | 27'23"75 | Miglior prestazione personale stagionale |
| 9   | Fabiano Joseph Naasi      | Tanzania    | 27'25"33 |                                          |
| 10  | Boniface Kiprop Toroitich | Uganda      | 27'27"28 |                                          |
| 11  | Selim Bayrak              | Turchia     | 27'29"33 | Record nazionale                         |
| 12  | Kidane Tadese             | Eritrea     | 27'36"11 |                                          |
| 13  | Galen Rupp                | Stati Uniti | 27'36"99 |                                          |
| 14  | Dickson Marwa Mkami       | Tanzania    | 27'48"03 |                                          |
| 15  | Abdihakem Abdirahman      | Stati Uniti | 27'52"53 | Miglior prestazione personale stagionale |
| 16  | Abdellah Falil            | Marocco     | 27'53"14 |                                          |
| 17  | Juan Carlos de la Ossa    | Spagna      | 27'54"20 |                                          |
| 18  | Hasan Mahboob             | Bahrein     | 27'55"14 |                                          |
| 19  | Dieudonné Disi            | Ruanda      | 27'56"74 |                                          |
| 20  | Essa Ismail Rashed        | Qatar       | 27'58"67 |                                          |
| 21  | Samwel Shauri             | Tanzania    | 28'06"26 |                                          |
| 22  | Felix Kikwai Kibore       | Qatar       | 28'11"92 |                                          |
| 23  | Carles Castillejo         | Spagna      | 28'13"68 |                                          |
| 24  | Ayad Lamdassem            | Spagna      | 28'13"73 |                                          |
| 25  | Jorge Torres              | Stati Uniti | 28'13"93 |                                          |
| 26  | Surendra Kumar Singh      | India       | 28'13"97 |                                          |
| 27  | Günther Weidlinger        | Austria     | 28'14"38 |                                          |
| 28  | Kensuke Takezawa          | Giappone    | 28'23"28 |                                          |
| 29  | Juan Carlos Romero        | Messico     | 28'26"57 |                                          |
| 30  | Sergej Ivanov             | Russia      | 28'34"72 |                                          |
| 31  | Takayuki Matsumiya        | Giappone    | 28'39"77 |                                          |
| 32  | Teklemariam Medhin        | Eritrea     | 28'54"33 |                                          |
| 33  | Eric Gillis               | Canada      | 29'08"10 |                                          |
| 34  | Rui Pedro Silva           | Portogallo  | 29'09"03 |                                          |
| 35  | Alejandro Suárez          | Messico     | 29'24"78 |                                          |
|     | Cuthbert Nyasango         | Zimbabwe    | Rit.     |                                          |
|     | David Galván              | Messico     | Rit.     |                                          |
|     | Mohamed El Hachimi        | Marocco     | Rit.     |                                          |
|     | Khoudir Aggoune           | Algeria     | Rit.     |                                          |

Bekele è il quinto uomo a vincere due titoli olimpici consecutivi sui 10.000 metri. Ma non è il solo a ripetersi: quattro dei primi sei classificati finirono tra i primi sei anche ad Atene 2004.
Ben 20 atleti hanno concluso la gara in meno di 28 minuti (il precedente record era 19, ai mondiali del 2005).